# Frente por la Liberación Árabe
El Frente por la Liberación Árabe (árabe:جبهة التحريرالعربية; jabha at-tahrir al-arabiya) es una organización militante palestina que es aliada políticamente al partido Baaz iraquí. El fuerte del grupo se encuentra en la comunidad de palestinos refugiados en Irak, compuesta por unas cuarenta mil personas. 

## Historia
Fundado en 1969 por Zeid Heidar, un activista Baaz palestino que vivió en Irak y Líbano, el FLA fue una respuesta a la formación de As-Saiqa, un grupo similar prosirio. El Presidente de Irak, Ahmad Hassan al-Bakr, quería un grupo palestino que representara los intereses iraquíes en la OLP. Pero, al contrario de otros grupos palestinos en la OLP, el FLA no creía en un país palestino independiente, pues, siguiendo las ideas panárabes, veían a Irak como el líder de un Estado unido árabes. 
En los años 70, el FLA fue un aliado importante del jefe de la OLP y de Fatah, Yasir Arafat, quien se oponía a la influencia siria entre los palestinos. El FLA también se opuso al rey de Jordania, Huséin I, quien luchaba contra una sublevación palestina en su reino en 1970 y 1971 en un conflicto que se llamó Septiembre Negro. 
Cuando comenzó la Guerra Civil Libanesa en 1975, el FLA prestó apoyo al Movimiento Nacional Libanés, un grupo que creía en el panarabismo, junto con el Partido Baaz líbanés pro-iraquí y otros grupos sunitas. Pero la entrada de fuerzas sirias en Líbano para ayudar a las fuerzas conservadoras de derecha cristianas del Presidente Elias Sarkis marcó el fin del sueño de una república socialista en el país.
Durante la guerra, el FLA estuvo en el lado de Arafat contra los aliados del Presidente sirio Hafez al-Assad, quien quería deponer a Arafat como jefe de la OLP y reemplazarlo por Zuhayr Muhsin, el líder de As-Saiqa.
El Acuerdo de Taif en 1991 -cuando terminó con la Guerra Civil Libanesa- y los Acuerdos de Oslo en 1993 marcaron el fin de la participación del FLA en la violencia en Líbano. Por su apoyo a Irak durante la Guerra del Golfo Pérsico en 1991, el FLA pasó a ser un enemigo de Estados Unidos. El rechazo del FLA a los Acuerdo de Oslo provocó la escisión del grupo, los militantes seguidores de Arafat se retiraron creando el Frente Árabe Palestino. 
Si bien el grupo no realizaba ataques, aún llamaba por la lucha armada contra Israel. En la Segunda Intifada el FLA distribuía a familias de chehadat (mártires) dinero en el nombre del presidente Saddam Hussein de Irak. En 2003, cuando Estados Unidos atacó Irak y depuso a Hussein, el FLA perdió su fuente de financiación; desde ese año se debilitó mucho y casi desapareció. El jefe del FLA, Rakad Salem, fue encarcelado en 2001 por Israel por sus actividades de distribución de dinero iraquí a familias de los chehadat.

## Ideología
El Frente por la Liberación Árabe se opone a la "palestinización" del conflicto árabe-israelí, y ha dicho que la guerra auténtica es del pueblo árabe contra las fuerzas del colonialismo, el imperialismo y el sionismo. La ideología del FLA se basaba en la creencia de que Irak era el país más importante del mundo árabe, y como tal debe liderar la lucha por el panarabismo. En este contexto el pueblo palestino debiera luchar por la liberación de la tierra palestina, para integrarla a una gran nación árabe. El FLA rechazaba el Programa de los Diez Puntos de 1974 de Yasir Arafat, y llamaba por una lucha unida contra Israel para corregir las equivocaciones cometidas en la Guerra de los Seis Días de 1967. 

## Acciones armadas
El grupo no se ha implicado en acciones armadas contra Israel desde comienzos de la década de 1990, y posee una capacidad militar reducida. Actualmente, su número de militantes se estima en unos 400 hombres. El grupo no es considerado terrorista por parte de los Estados Unidos, la Comunidad Europea ni por las Naciones Unidas.